# Jan Heintze
Jan Heintze es un exfutbolista danés nacido el 17 de agosto de 1963 en Tårnby. Se desempeñaba como defensa o como mediocampista defensivo por el lado izquierdo.

## Trayectoria
Comenzó jugando en las divisiones juveniles del Kjøbenhavns Boldklub siendo compañero de Michael Laudrup. Rápidamente pasó a jugar con el primer equipo del Kastrup Boldklub en la Primera División del Fútbol de Dinamarca.
En 1982 fue comprado por el PSV Eindhoven de Holanda donde conseguiría numerosos títulos entre ellos la Copa de Campeones de Europa 1987-88.
En 1994 el PSV contrató al director técnico Aad de Mos quien no lo quería en el equipo. Por esta razón, esa misma temporada emigró al fútbol alemán donde jugó hasta 1996 en el KFC Uerdingen y de 1996 a 1999 en el Bayer Leverkusen. 
En 1999 vuelve al PSV Eindhoven dirigido por su antiguo compañero, el belga Eric Gerets.
Con la selección danesa Heintze jugó 86 partidos entre 1987 y 2002 convirtiendo 4 goles. Disputó los campeonatos del Mundo de 1998 y de 2002 y las Eurocopas de 1988 y 2000. Una lesión le impidió estar en el equipo danés campeón de Europa en 1992. Después del retiro del legendario Peter Schmeichel pasó a capitanear al equipo.

## Clubes
| Club             | País         | Año       | Partidos | Goles |
| ---------------- | ------------ | --------- | -------- | ----- |
| Kastrup BK       | Dinamarca    | 1981-1982 | 29       | 4     |
| PSV Eindhoven    | Países Bajos | 1982-1994 | 313      | 6     |
| Bayer Uerdingen  | Alemania     | 1994-1996 | 53       | 3     |
| Bayer Leverkusen | Alemania     | 1996-1999 | 87       | 5     |
| PSV Eindhoven    | Países Bajos | 1999-2003 | 82       | 1     |

## Palmarés
- 9 títulos de la Liga de Holanda

1986, 1987, 1988, 1989, 1991, 1992, 2000, 2001 y 2003
- 3 Copas de Holanda

1988, 1989 y 1990
- 2 Supercopas de Holanda

2000 y 2001
- 1 Copa de Campeones de Europa

1988
Todos los títulos fueron obtenidos con el PSV Eindhoven
- Datos: Q446107
- Multimedia: Jan Heintze / Q446107